# Ebo latithorax
Ebo latithorax es una especie de araña cangrejo del género Ebo, familia Philodromidae. Fue descrita científicamente por Keyserling en 1884.
El macho mide 2.27 mm y la hembra 2.82 mm.

## Distribución
Esta especie se encuentra en Canadá y los Estados Unidos.